# کن اشبریج
کن اشبریج (انگلیسی: Ken Ashbridge؛ ۱۲ نوامبر ۱۹۱۶ – ۲۰۰۲ (۸۵−۸۶ سال)) بازیکن فوتبال اهل بریتانیا بود.
از باشگاه‌هایی که در آن بازی کرده‌است می‌توان به باشگاه فوتبال برنلی اشاره کرد.